# Ophiomyia puerarivora
Ophiomyia puerarivora är en tvåvingeart som beskrevs av Mitsuhiro Sasakawa 1981. Ophiomyia puerarivora ingår i släktet Ophiomyia och familjen minerarflugor. Inga underarter finns listade i Catalogue of Life.